# Бовењо
Бовењо (итал. Bovegno) је насеље у Италији у округу Бреша, региону Ломбардија.
Према процени из 2011. у насељу је живело 1338 становника. Насеље се налази на надморској висини од 617 м.

## Становништво
| 1951. | 1961. | 1971. | 1981. | 1991. | 2001. | 2011. |
| ----- | ----- | ----- | ----- | ----- | ----- | ----- |
| 3.147 | 3.334 | 2.737 | 2.474 | 2.288 | 2.321 | 2.269 |